# Saint-Aignan, Morbihan
Saint-Aignan är en kommun i departementet Morbihan i regionen Bretagne i nordvästra Frankrike. Kommunen ligger i kantonen Cléguérec som tillhör arrondissementet Pontivy. År 2022 hade Saint-Aignan 632 invånare.

## Befolkningsutveckling
Antalet invånare i kommunen Saint-Aignan
| Referens: INSEE |